# Lebeckia carnosa
Lebeckia carnosa là một loài thực vật có hoa trong họ Đậu. Loài này được (E.Mey.) Druce miêu tả khoa học đầu tiên.